# Cassaro
Cassaro är en ort och kommun i kommunala konsortiet Siracusa, innan 2015 provinsen Siracusa, i regionen Sicilien i sydvästra Italien. Kommunen hade 779 invånare (2017).